# Päivi Nisula
Päivi Nisula, född 5 juni 1961 i Åbo, är en finländsk operasångerska (mezzosopran). 
Nisula inledde 1983 sina studier vid Sibelius-Akademin och segrade i Timo Mustakallio-tävlingen 1989. Detta år vann hon tredje pris i sångtävlingen i Villmanstrand och debuterade 1990 vid operan i Tammerfors. Hon slutförde studierna för Anita Välkki, tilldelades diplom 1991 och höll sin debutkonsert 1992. Hennes genombrott följde vid Operafestspelen i Nyslott 1992, där hon kreerade Amneris i Aida. Åren 1990 och 1993 mottog hon utmärkelsen Årets operasolist. Vid Finlands nationalopera, där hon engagerades 1993, har hon utfört roller som Riitta i Viimeiset kiusaukset, Desdemona i Otello och Tosca; sedan 1991 har hon framträtt även vid Operafestspelen i Nyslott.